# León Cardona
León Cardona García (Yolombó, Antioquia; 10 de agosto de 1927-Medellín, Antioquia; 3 de diciembre de 2023) fue un maestro, compositor e intérprete colombiano. Ha escrito y publicado 127 obras musicales y se han grabado 40 de ellas interpretadas por diversos artistas colombianos, principalmente durante el Festival Mono Núñez, el Festival Nacional del Pasillo y el Festival Hatoviejo COTRAFA.
Como compositor de música andina su labor ha sido extensa. Su obra ha sido interpretada por los más destacados músicos nacionales. De sus años como cantautor, 60 han sido dedicados a la creación musical y esto se ve reflejado en sus valiosos aportes a la música andina.

Me alegra saber que he puesto un granito de arena para lograr que nuestras músicas perduren y trasciendan a las nuevas generaciones
León Cardona García

## Biografía
Su madre le enseñó las primeras notas en guitarra. Inicia sus estudios musicales en el Palacio de Bellas Artes de Medellín, dirigido por los destacados maestros Pietro Mascheroni, Luisa Maniguetti, Marceliano Paz, Eusebio Ochoa y Gerard Ghowtelf. Posteriormente hizo estudios avanzados de guitarra, tiple, contrabajo, armonía, contrapunto, composición y dirección de orquesta con varios profesores como los hermanos Hernández, José María Tena, Antonio María Peñalosa, Alex Tovar, Gregory Ston entre otros.
Ha sido arreglista y director de muchos de los grandes intérpretes colombianos y ha ofrecido concierto en muchos importantes escenarios del país y el extranjero.
Con el coro Cantares de Colombia, del cual fue su director, grabó más de diez discos de larga duración.
Durante nueve años se desempeñó como director artístico de la casa disquera Sonolux de Medellín.
Fue director de la Orquesta de la Emisora Nueva Granada y de la Orquesta de León Cardona.
Ha sido miembro del jurado en los más importantes concursos nacionales, miembro del Comité Técnico de la Fundación Pro Música Nacional de Ginebra Funmúsica y presidente del Consejo Directivo de la Asociación de Intérpretes y productores fonográficos (Acinpro) entre otros.

## Composiciones
Deben mencionarse de manera especial una serie importante de composiciones de tipo instrumental como los pasillos Armonizando, Ensueño, Estudio de pasillo, Ofrenda, Éxtasis, Media sangre, Pasillo N° 1, En tono menor y Melodía triste, los bambucos Sincopando, Bambuquísimo, Bambuco Nº 1 y Gloria Beatriz; así como varios hermosos temas con la autoría del poeta Antioqueño Óscar Hernández como los pasillos Si no fuera por ti y Migas de silencio; el vals Azul, azul; y los bambucos El premio, Hay un solo camino, Hoy vamos a vivirnos, La mejora y No abandones tu tierra. Conformó el Trío Instrumental Colombiano en compañía del tiplista Elkin Pérez y del bandolista Jesús Zapata.
En cuanto a sus composiciones instrumentales, su obra ha sido extensa en la modalidad de música andina. Su obra ha sido interpretada por varios de los más destacados intérpretes colombianos. Su música es de muy alta exigencia técnica dada la profundidad de sus conocimientos musicales.

### Obras musicales

#### Catálogo de obras musicales
| Número | Título                                     | Género musical                            | Con letra de | Año de publicación |
| ------ | ------------------------------------------ | ----------------------------------------- | --- | ------------------ |
| 1      | Dime por qué                               | Bolero                                    | León Cardona | 1946               |
| 2      | María Cecilia                              | Beguine                                   | Hernando Echeverri | 1950               |
| 3      | Tristeza                                   | Bambuco                                   | Obdulio Arias | 1950               |
| 4      | Bambuco N° 1                               | Bambuco                                   | Instrumental para orquesta | 1950               |
| 5      | Pasillo N° 1                               | Pasillo                                   | Instrumental para grupo de cámara                                                                                             | 1950               |
| 6      | Media sangre                               | Pasillo                                   | Instrumental para grupo de cámara                                                                                             | 1950               |
| 7      | Quiéreme por favor                         | Merengue                                  | León Cardona | 1952               |
| 8      | Se va la Mini                              | Canción bailable                          | Guillermo Zuluaga “Montecristo”                                                                                               | 1960               |
| 9      | Ofrenda                                    | Pasillo                                   | Instrumental | 1961               |
| 10     | Te recuerdo esta noche                     | Bambuco (canción para dueto vocal)        | Jaime Posada Laverde | 1961               |
| 11     | Merecumbé en Hawái                         | Merecumbé                                 | Instrumental para guitarra hawaiana y orquesta                                                                                | 1962               |
| 12     | Guabina bajo la tierra                     | Guabina                                   | Instrumental para grupo de cámara Grabado como tema para la película colombiana titulada “Bajo la tierra (Estrenada en 1967)” | 1962               |
| 13     | Sincopando                                 | Pasillo                                   | Instrumental para grupo de cámara                                                                                             | 1964               |
| 14     | Gloria Beatriz                             | Bambuco                                   | Instrumental | 1964               |
| 15     | El premio                                  | Bambuco                                   | Óscar Hernández Monsalve | 1965               |
| 16     | La mejora                                  | Bambuco                                   | Óscar Hernández Monsalve | 1965               |
| 17     | No abandones tu tierra                     | Bambuco                                   | Óscar Hernández Monsalve | 1965               |
| 18     | Cumbia para ti                             | Canción bailable                          | León Cardona | 1965               |
| 19     | Porro sabroso                              | Canción bailable                          | León Cardona | 1965               |
| 20     | A bailar merengue                          | Canción bailable                          | León Cardona | 1965               |
| 21     | Recuerdo tropical                          | Bolero                                    | Luis Antonio Escobar | 1965               |
| 22     | Teresa tristeza                            | Bolero balada                             | Gonzalo Arango | 1965               |
| 23     | Yo soy el negro                            | Canción bailable (promoción comercial)    | León Cardona | 1968               |
| 24     | Está en mí tu recuerdo                     | Bolero canción                            | Martaluz Cardona | 1968               |
| 25     | Quiero                                     | Canción balada (voz y orquesta)           | Olga Elena Mattei | 1970               |
| 26     | Ensueño                                    | Pasillo                                   | Instrumental | 1983               |
| 27     | A mi padre                                 | Danza canción (para cuarteto vocal mixto) | Roberto Laverde T. | 1984               |
| 28     | Adiós amigo, mi hermano                    | Bambuco canción                           | Óscar Lince Restrepo | 1984               |
| 29     | Hoy vamos a vivirnos                       | Bambuco canción                           | Óscar Hernández Monsalve | 1985               |
| 30     | Éxtasis                                    | Pasillo                                   | Instrumental | 1985               |
| 31     | Nostálgico                                 | Bambuco                                   | Instrumental | 1985               |
| 32     | Optimista                                  | Bambuco                                   | Instrumental | 1986               |
| 33     | Pasillito                                  | Pasillo                                   | Instrumental | 1986               |
| 34     | Azul, azul                                 | Vals canción                              | Óscar Hernández Monsalve | 1988               |
| 35     | Migas de silencio                          | Pasillo canción                           | Óscar Hernández Monsalve | 1988               |
| 36     | La canción del amor                        | Danza canción                             | Óscar Hernández Monsalve | 1988               |
| 37     | Si no fuera por ti                         | Pasillo canción                           | Óscar Hernández Monsalve | 1988               |
| 38     | Dame tu mano, recibe mi tristeza           | Bambuco canción                           | Óscar Hernández Monsalve | 1988               |
| 39     | Hay un solo camino                         | Bambuco canción                           | Óscar Hernández Monsalve | 1989               |
| 40     | Cuando el camino se acaba                  | Bambuco canción                           | Óscar Hernández Monsalve | 1989               |
| 41     | Melodía triste                             | Pasillo                                   | Instrumental | 1990               |
| 42     | Nos quedan debiendo el cielo               | Bambuco canción                           | Óscar Hernández Monsalve | 1990               |
| 43     | Armonizando                                | Pasillo                                   | Instrumental | 1990               |
| 44     | Otro granito de arena                      | Bambuco                                   | Instrumental | 1990               |
| 45     | Para quien pueda entenderlo                | Pasillo                                   | Instrumental | 1991               |
| 46     | Un año más                                 | Vals (canción de cumpleaños)              | Instrumental | 1991               |
| 47     | Otro año más                               | Marcha (canción de cumpleaños)            | Instrumental | 1991               |
| 48     | Magos y poetas                             | Danza canción                             | Óscar Hernández Monsalve | 1992               |
| 49     | Sólo el amor                               | Danza canción                             | Óscar Hernández Monsalve | 1992               |
| 50     | Bambuquísimo                               | Bambuco                                   | Instrumental | 1992               |
| 51     | Danza pasillo                              | Bambuco                                   | Instrumental | 1993               |
| 52     | Melódico                                   | Pasillo                                   | Instrumental | 1993               |
| 53     | Cañando                                    | Caña                                      | Instrumental | 1993               |
| 54     | Romántica                                  | Danza                                     | Instrumental | 1993               |
| 55     | Tradicional                                | Pasillo                                   | Instrumental | 1994               |
| 56     | Facilito                                   | Pasillo                                   | Instrumental | 1994               |
| 57     | Bambuquito                                 | Bambuco                                   | Instrumental | 1994               |
| 58     | Jugando con cuatro notas                   | Pasillo                                   | Instrumental | 1995               |
| 59     | Pasillo y bambuco                          | Pasillo, Bambuco                          | Instrumental para orquesta sinfónica                                                                                          | 1995               |
| 60     | El uno                                     | Bambuco                                   | Instrumental | 1996               |
| 61     | El otro                                    | Bambuco                                   | Instrumental | 1996               |
| 62     | Circunloquio                               | Bambuco                                   | Instrumental | 1996               |
| 63     | Estudio de bambuco                         | Bambuco                                   | Instrumental | 1996               |
| 64     | Corazonada                                 | Pasillo                                   | Instrumental | 1996               |
| 65     | En tono menor                              | Pasillo                                   | Instrumental | 1998               |
| 66     | Notas extrañas                             | Bambuco                                   | Instrumental | 1998               |
| 67     | Divagando                                  | Bambuco                                   | Instrumental | 1998               |
| 68     | Himno "Fundación Universitaria Luis Amigó" | Himno                                     | Fundación Universitaria Luis Amigó                                                                                            | Diciembre de 1998  |
| 69     | Cósmico                                    | Bambuco                                   | Instrumental | Febrero de 1999    |
| 70     | Aniversario                                | Pasillo                                   | Instrumental | Enero de 1999      |
| 71     | Bambucazo                                  | Bambuco                                   | Instrumental | Abril de 1999      |
| 72     | Diferente                                  | Vals                                      | Instrumental | Mayo de 1999       |
| 73     | Finalista                                  | Pasillo                                   | Instrumental | Mayo de 1999       |
| 74     | Armonioso                                  | Bambuco                                   | Instrumental | Julio de 1999      |
| 75     | Bambuco lento                              | Bambuco                                   | Instrumental | Agosto de 1999     |
| 76     | Lluvia de notas                            | Bambuco                                   | Instrumental | Agosto de 1999     |
| 77     | Fantástico                                 | Bambuco                                   | Instrumental | Octubre de 1999    |
| 78     | Moderno y antiguo                          | Pasillo                                   | Instrumental | Julio de 2000      |
| 79     | Tristón                                    | Pasillo                                   | Instrumental | Octubre de 2000    |
| 80     | Modulando                                  | Bambuco                                   | Instrumental | Noviembre de 2000  |
| 81     | Caprichoso                                 | Vals pasillo                              | Instrumental | Diciembre de 2000  |
| 82     | ¡Oh! Hermosura que excedéis                | Canción balada                            | Santa Teresa de Jesús | Enero de 2001      |
| 83     | Yo toda me entregué y di                   | Vals canción                              | Santa Teresa de Jesús | Enero de 2001      |
| 84     | Coloquio Amoroso                           | Bambuco canción                           | Santa Teresa de Jesús | Enero de 2001      |
| 85     | Infinita                                   | Danza                                     | Instrumental | Enero de 2001      |
| 86     | Obvia                                      | Danza                                     | Instrumental | Febrero de 2001    |
| 87     | Bajo con trabajo                           | Pasillo                                   | Instrumental | Febrero de 2001    |
| 88     | En mi estilo                               | Bambuco                                   | Instrumental | Marzo de 2001      |
| 89     | A la nota Lá                               | Bambuco                                   | Instrumental | Marzo de 2001      |
| 90     | Novedoso                                   | Pasillo                                   | Instrumental | Marzo de 2001      |
| 91     | Otro cumpleaños                            | Bambuco                                   | Instrumental | Agosto de 2001     |
| 92     | Así de sencillo                            | Vals pasillo                              | Instrumental | Septiembre de 2001 |
| 93     | Ensoñación                                 | Vals                                      | Instrumental | 2001               |
| 94     | Inquieto                                   | Bambuco                                   | Instrumental | 2001               |
| 95     | Padabam                                    | Pasillo danza bambuco                     | Instrumental | 2001               |
| 96     | Gadejo                                     | Pasillo en 5/4                            | Instrumental | 2001               |
| 97     | Resonante                                  | Bambuco                                   | Instrumental | 2001               |
| 98     | Cromática                                  | Danza                                     | Instrumental | 2001               |
| 99     | Caña brava                                 | Caña                                      | Instrumental | 2002               |
| 100    | Fox-trot                                   | Foxtrot                                   | Instrumental | 2002               |
| 101    | Mágico                                     | Bambuco                                   | Instrumental | 2002               |
| 102    | Pasillo en Gm                              | Pasillo                                   | Instrumental para piano | 2002               |
| 103    | Mabuco en G                                | Bambuco                                   | Instrumental para piano | 2002               |
| 104    | Único                                      | Bambuco                                   | Instrumental | 2003               |
| 105    | La noche más bella                         | Vals canción                              | Juan Carlos Mazo | 2004               |
| 106    | Bolero canción                             | Bolero                                    | Juan Carlos Mazo | 2004               |
| 107    | Herencia de bambuquero                     | Bambuco                                   | Juan Carlos Mazo | 2004               |
| 108    | Para Guafa                                 | Choro                                     | Instrumental | 2004               |
| 109    | Joropo                                     | Joropo                                    | Instrumental | 2004               |
| 110    | Tímido                                     | Merengue venezolano                       | Instrumental | Abril de 2005      |
| 111    | A.B.C.D.                                   | Vals pasillo                              | Instrumental | Abril de 2005      |
| 112    | Insistente                                 | Merengue venezolano                       | Instrumental | 2005               |
| 113    | Sonoro                                     | Bambuco                                   | Instrumental | Diciembre de 2006  |
| 114    | Sin nombre                                 | Vals                                      | Instrumental | Diciembre de 2005  |
| 115    | Rarita                                     | Danza                                     | Instrumental | Abril de 2006      |
| 116    | Diálogo                                    | Pasillo                                   | Instrumental | Noviembre de 2006  |
| 117    | Cuatro flautazos                           | Fantasía                                  | Flauta y orquesta | Julio de 2007      |
| 118    | No parece, pero sí                         | Bambuco                                   | Instrumental | Octubre de 2007    |
| 119    | Experimental                               | Pasillo                                   | Instrumental | Diciembre de 2007  |
| 120    | Con "swing"                                | Foxtrot                                   | Instrumental | Marzo de 2008      |
| 121    | De una                                     | Bambuco                                   | Instrumental | Mayo de 2008       |
| 122    | Danza densa                                | Danza                                     | Instrume | Junio de 2008      |
| 123    | Rítmico                                    | Foxtrot                                   | Instrumental | Noviembre de 2008  |
| 124    | Cinco cuartos                              | Sin datos                                 | Sin datos | Junio de 2009      |
| 125    | Estudio N° 1                               | Concierto                                 | Para orquesta de cuerdas, nivel 1                                                                                             | Agosto de 2009     |
| 126    | Cantabile                                  | Cuasibambuco                              | Instrumental | Agosto de 2009     |
| 127    | Criolla                                    | Sin datos                                 | Sin datos | Sin datos          |

#### Grabaciones de audio
| Número | Título                      | Compositor                                                  | Arreglista          | Género  | Publicación | Intérprete                     |
| ------ | --------------------------- | ----------------------------------------------------------- | ------------------- | ------- | --- | ------------------------------ |
| 1      | Optimista                   | León Cardona García                                         |                     | Bambuco | Grabación: Medellín; Estudio Álvaro Alzate; 22 de junio de 1993                                                                     | Conjunto Instrumental Armónico |
| 2      | Optimista                   | León Cardona García                                         |                     | Bambuco | Grabación: Medellín, Sala de grabación; 1 de julio de 1993; Colector: José Revelo                                                   | Conjunto Instrumental Armónico |
| 3      | Melodía triste              | León Cardona García                                         |                     | Pasillo | Grabación: Medellín; Estudio Álvaro Alzate; 22 de julio de 1993                                                                     | Conjunto Instrumental Armónico |
| 4      | Melodía triste              | León Cardona García                                         |                     | Pasillo | Grabación: Aguadas; II Festival Nacional del Pasillo; 16 de agosto de 1992                                                          | Conjunto Instrumental Tonal    |
| 5      | Melodía triste              | León Cardona García                                         |                     | Pasillo | Grabación: Medellín; Sala de grabación; 1 de julio de 1993; Colector: José Revelo                                                   | Conjunto Instrumental Armónico |
| 6      | Melodía triste              | León Cardona García                                         |                     | Pasillo | Grabación: Bogotá; Sala de grabación; 1 de junio de 1993; Colector: Cuatro Palos                                                    | Cuatro Palos                   |
| 7      | Pasillito                   | León Cardona García                                         |                     | Pasillo | Grabación: Medellín; Estudio Álvaro Alzate; 22 de junio de 1993                                                                     | Conjunto Instrumental Armónico |
| 8      | Pasillito                   | León Cardona García                                         |                     | Pasillo | Grabación: Medellín; Sala de grabación; 1 de julio de 1993; Colector: José Revelo                                                   | Conjunto Instrumental Armónico |
| 9      | Otro granito de arena       | León Cardona García                                         |                     | Bambuco | Grabación: Medellín; Estudio Álvaro Alzate; 22 de junio de 1993                                                                     | Conjunto Instrumental Armónico |
| 10     | Otro granito de arena       | León Cardona García                                         |                     | Bambuco | Grabación: Ginebra (Valle del Cauca); XVIII Festival Mono Núñez; 18 de junio de 1992                                                | Conjunto Instrumental Armónico |
| 11     | Otro granito de arena       | León Cardona García                                         |                     | Bambuco | Grabación: Ginebra (Valle del Cauca); XVIII Festival Mono Núñez; 21 de junio de 1992                                                | Conjunto Instrumental Armónico |
| 12     | Otro granito de arena       | León Cardona García                                         |                     | Bambuco | Grabación: Medellín; Sala de grabación: 1 de julio de 1993; Colector: José Revelo                                                   | Conjunto Instrumental Armónico |
| 13     | Bambuquísimo                | León Cardona García                                         |                     | Bambuco | Grabación: Medellín; Estudio Álvaro Alzate; 22 de junio de 1993                                                                     | Cunjunto Instrumental Armónico |
| 14     | Bambuquísimo                | León Cardona García                                         |                     | Bambuco | Grabación: Medellín; Sala de grabación; 1 de julio de 1993; Colector: José Revelo                                                   | Conjunto Instrumental Armónico |
| 15     | Gloria Beatriz              | León Cardona García                                         |                     | Bambuco | Grabación: Medellín; Estudio Álvaro Alzate; 22 de junio de 1993                                                                     | Conjunto Instrumental Armónico |
| 16     | Gloria Beatriz              | León Cardona García                                         |                     | Bambuco | Grabación: Ginebra (Valle del Cauca); XII Festival Nacional Mono Núñez; 15 de junio de 1986                                         | Pierrot                        |
| 17     | Gloria Beatriz              | León Cardona García                                         |                     | Bambuco | Grabación: Medellín; Sala de grabación; 1 de julio de 1990; Tomado del disco IV Festival Hatoviejo COTRAFA, Bello (Antioquia), 1990 | Trío Rubia Espiga              |
| 18     | Gloria Beatriz              | León Cardona García                                         |                     | Bambuco | Grabación: Medellín; Sala de grabación; 1 de julio de 1993; Colector: José Revelo                                                   | Conjunto Instrumental Armónico |
| 19     | Nostálgico                  | León Cardona García                                         |                     | Bambuco | Grabación: Medellín; Estudio Álvaro Alzate; 22 de junio de 1993                                                                     | Conjunto Instrumental Armónico |
| 20     | Para quien pueda entenderlo | León Cardona García                                         |                     | Pasillo | Grabación: Medellín; Estudio Álvaro Alzate; 22 de junio de 1993                                                                     | Conjunto Instrumental Armónico |
| 21     | Para quien pueda entenderlo | León Cardona García                                         |                     | Pasillo | Grabación: Ginebra (Valle del Cauca); XVIII Festival Mono Núñez; 21 de junio de 1992                                                | Conjunto Instrumental Armónico |
| 22     | Para quien pueda entenderlo | León Cardona García                                         |                     | Pasillo | Grabación: Aguadas; II Festival Nacional del Pasillo; 15 de agosto de 1992                                                          | Conjunto Instrumental Armónico |
| 23     | Para quien pueda entenderlo | León Cardona García                                         |                     | Pasillo | Grabación: Medellín; Sala de grabación; 1 de julio de 1993; Colector José Revelo                                                    | Conjunto Instrumental Armónico |
| 24     | Armonizando                 | León Cardona García                                         |                     | Pasillo | Grabación: Medellín; Estudio Álvaro Alzate; 22 de julio de 1993; Colector José Revelo                                               | Conjunto Instrumental Armónico |
| 25     | Armonizando                 | León Cardona García                                         |                     | Pasillo | Grabación: Ginebra (Valle del Cauca); XVIII Festival Mono Núñez; 20 de junio de 1992                                                | Cuatro Palos                   |
| 26     | Armonizando                 | León Cardona García                                         |                     | Pasillo | Grabación: Ginebra (Valle del Cauca); XVIII Festival Mono Núñez; 20 de junio de 1992                                                | Conjunto Instrumental Armónico |
| 27     | Armonizando                 | León Cardona García                                         |                     | Pasillo | Grabación: Aguadas; II Festival Nacional del Pasillo; 13 de agosto de 1992                                                          | Conjunto Instrumental Armónico |
| 28     | Armonizando                 | León Cardona García                                         |                     | Pasillo | Grabación: Medellín; Sala de grabación; 1 de julio de 1993; Colector: José Revelo                                                   | Conjunto Instrumental Armónico |
| 29     | Sincopando                  | León Cardona García                                         |                     | Pasillo | Grabación: Ginebra (Valle del Cauca); XVIII Festival Mono Núñez; 20 de junio de 1992                                                | Cuarteto Olarte                |
| 30     | Sincopando                  | León Cardona García                                         |                     | Pasillo | Grabación: Medellín; Sala de grabación; 1 de julio de 1990; Tomado del disco IV Festival Hatoviejo COTRAFA, Bello (Antioquia) 1990  | Trío Rubia Espiga              |
| 31     | Si no fuera por ti          | Música: León Cardona García Letra: Óscar Hernández Monsalve |                     | Pasillo | Grabación: Ginebra (Valle del Cauca); XVIII Festival Mono Núñez; 20 de junio de 1992                                                | Arco Iris                      |
| 32     | Si no fuera por ti          | Música: León Cardona García Letra: Óscar Hernández Monsalve |                     | Pasillo | Grabación: Aguadas; II Festival Nacional del Pasillo; 16 de agosto de 1992                                                          | Dueto Las Mellis               |
| 33     | Si no fuera por ti          | Música: León Cardona García Letra: Óscar Hernández Monsalve |                     | Pasillo | Grabación: Aguadas; II Festival Nacional del Pasillo; 16 de agosto de 1992                                                          | Arco Iris                      |
| 34     | La canción del amor         | Música: León Cardona García Letra: Óscar Hernández Monsalve |                     | Danza   | Grabación: Ginebra (Valle del Cauca); XVIII Festival Mono Núñez; 21 de junio de 1992                                                | Arco Iris                      |
| 35     | Migas de silencio           | Música: León Cardona García Letra: Óscar Hernández Monsalve |                     | Pasillo | Aguadas; Aguadas; II Festival Nacional del Pasillo; 15 de agosto de 1992                                                            | Vicky Hernández Urrea          |
| 36     | Migas de silencio           | Música: León Cardona García Letra: Óscar Hernández Monsalve |                     | Pasillo | Grabación: Aguadas; II Festival Nacional del Pasillo; 15 de agosto de 1992                                                          | Dueto Las Mellis               |
| 37     | Migas de silencio           | Música: León Cardona García Letra: Óscar Hernández Monsalve |                     | Pasillo | Grabación: Medellín; Sala de grabación; 1 de julio de 1990; Tomado del disco IV Festival Hatoviejo COTRAFA, Bello (Antioquia), 1990 | Berlinda Gil                   |
| 38     | Éxtasis                     | León Cardona García                                         |                     | Pasillo | Grabación: Aguadas; Aguadas; II Festival Nacional del Pasillo; 16 de agosto de 1992                                                 | Conjunto Instrumental Armónico |
| 39     | Reflejos                    | Pedro Morales Pino                                          | León Cardona García | Pasillo | Grabación: Ginebra (Valle del Cauca); XVIII Festival Mono Núñez; 21 de junio de 1992                                                | Conjunto Instrumental Armónico |
| 40     | Linda, linda                | Miguel Bocanegra                                            | León Cardona García | Pasillo | Grabación: Ginebra (Valle del Cauca); XVIII Festival Mono Núñez; 20 de junio de 1992                                                | Xue Musical                    |

## Premios y condecoraciones
El maestro ha recibido un sinnúmero de reconocimientos, condecoraciones y premios de parte de diferentes organizaciones, entes gubernamentales, municipalidades, entidades públicas y privadas, etc.

Estos reconocimientos son un estímulo para continuar la labor emprendida en torno a la música andina, no solo en nuestra región, sino en todo el país. Además, esto ayuda a estimular al compositor y al músico, porque se le está reconociendo su trabajo
León Cardona García